# Batasio sharavatiensis
Batasio sharavatiensis és una espècie de peix de la família dels bàgrids i de l'ordre dels siluriformes.

## Morfologia
Els mascles poden assolir els 10,7 cm de longitud total.

## Distribució geogràfica
Es troba al riu Sharavati (Karnataka, Índia).